# Glam (nhóm nhạc)
Glam (tiếng Hàn: 글램; Romaja: Geullaem) là một nhóm nhạc nữ Hàn Quốc ra mắt vào năm 2012 dưới sự quản lý của Big Hit Entertainment và Source Music. Nhóm bao gồm 5 thành viên: Zinni, Trinity, Jiyeon, Dahee và Miso. Nhóm chính thức ra mắt vào năm 2012 với đĩa đơn "Party XXO". Vào ngày 15 tháng 1 năm 2015, Big Hit Entertainment thông báo Glam chính thức tan rã sau khi thành viên Dahee bị kết án tù vì tội danh tống tiền nam diễn viên Lee Byung-hun.
Source Music đã ra mắt nhóm nhạc nữ GFriend vào cùng ngày Glam tan rã.

## Tên gọi
Tên nhóm là từ viết tắt của Girls be Ambitious.

## Lịch sử nhóm

### 2010–2011: Trước khi ra mắt
Trước khi chính thức ra mắt, Glam đã góp giọng trong bài hát "Just Me" của 2AM từ album Saint o'Clock năm 2010 của nhóm. Glam và BTS cũng là những nghệ sĩ góp giọng trong bài hát "Bad Girl" của Lee Hyun từ album You Are Best of My Life năm 2011 của nam ca sĩ. Nhóm cũng đạt được sự chú ý sau khi thành viên Dahee đảm nhận lồng tiếng cho vocaloid chính thức đầu tiên của Hàn Quốc là SeeU, được tạo ra bởi SBS ở Hàn Quốc và Nhật Bản. Buổi biểu diễn đầu tiên của Glam với tư cách là một nhóm đã được tổ chức tại Nhật Bản trong lễ hội Nico Nico Chokaigi. Vào ngày 25 tháng 5, Big Hit Entertainment thông báo rằng nhóm sẽ ra mắt vào ngày 16 tháng 7 với sự hợp tác của Source Music. Một đại diện tiết lộ, "Glam bao gồm 5 thành viên với tài năng ca hát và nhảy múa. Tên của nhóm có nghĩa là "Girls Be Ambitious" và chúng tôi hi vọng nhóm sẽ dõi theo tên họ để tạo ra âm nhạc đầy tham vọng". Để giới thiệu nhóm đến công chúng, Glam đã tham gia chương trình thực tế đầu tiên, Real Music Drama: GLAM, được phát sóng trên SBS MTV từ ngày 6 tháng 6 đến khi nhóm chính thức ra mắt.

### 2012–2013: Ra mắt, đĩa đơn và Trinity rời nhóm
Vào ngày 16 tháng 7 năm 2012, Glam chính thức ra mắt với việc phát hành đĩa đơn đầu tay của nhóm, "Party (XXO)". Video âm nhạc của bài hát đã được đăng tải trên kênh Youtube chính thức của nhóm vào ngày 19 tháng 7 năm 2012. Đĩa đơn thứ hai của nhóm được phát hành vào ngày 26 tháng 10, nhạc phim cho bộ phim truyền hình Five Fingers của SBS.
Vào ngày 24 tháng 12, Big Hit Entertainment thông báo rằng thành viên Trinity sẽ rời nhóm vì lý do cá nhân và Glam sẽ tiếp tục hoạt động với 4 thành viên. Có tin đồn cho rằng đó là vì do quá khứ cáo buộc cô là một sasaeng fan của thành viên Leeteuk thuộc nhóm Super Junior. Những cáo buộc liên quan bao gồm việc cô đã giả danh là con gái của CEO và đài truyền hình để có thể gặp được Leeteuk, cô cũng được biết đến với cái tên "Cussing Granny" do tính hung hăng và xu hướng hay chửi rủa của cô.
Vào ngày 2 tháng 1 năm 2013, phát hành đĩa đơn thứ hai, "I Like That". Glam cũng biểu diễn trên nhiều sân khấu âm nhạc khác nhau để quảng bá cho đĩa đơn mới của họ. Vào ngày 15 tháng 3, Glam trở lại lần thứ hai trong năm với đĩa đơn "In Front of the Mirror", kết hợp các thể loại nhạc bao gồm europop, trot và hip hop.

### 2014–2015: Vụ bê bối tống tiền của Dahee và tan rã
Vào ngày 2 tháng 9 năm 2014, nam diễn viên Lee Byung-hun đã báo cáo với sở cảnh sát Gangnam rằng có hai người phụ nữ đã tống tiền anh bằng một đoạn video ghi lại cảnh anh có quan hệ tình cảm ngoài luồng. Dahee và người mẫu Lee Ji-yeon sau đó được xác định là những người phụ nữ liên quan và bị buộc tội tống tiền nam diễn viên với số tiền 5 tỷ KRW.  Vào ngày 15 tháng 1 năm 2015, Tòa án Quận Trung tâm Seoul đã kết án Dahee 1 năm tù giam. Cùng ngày, Big Hit Entertainment xác nhận rằng nhóm chính thức tan rã sau khi các thành viên còn lại yêu cầu chấm dứt hợp đồng với công ty vào cuối năm 2014.
Vào ngày 26 tháng 3, Tòa án Quận Trung tâm Seoul đã tuyên cho Dahee 2 năm tù treo thay vì 1 năm tù, theo yêu cầu của Lee Byung-Hun.

## Cựu thành viên
| Nghệ danh | Nghệ danh | Tên khai sinh | Tên khai sinh | Ngày sinh         |
| Latinh    | Hangul    | Latinh        | Hangul        | Ngày sinh         |
| --------- | --------- | ------------- | ------------- | ----------------- |
| Zinni     | 지니      | Kim Jin-hee   | 김진희        | 5 tháng 5, 1986   |
| Trinity   | 트리니티  | Yoon Soo-jin  | 윤수진        | 5 tháng 2, 1991   |
| Jiyeon    | 지연      | Park Ji-yeon  | 박지연        | 13 tháng 1, 1991  |
| Dahee     | 다희      | Kim Da-hee    | 김다희        | 30 tháng 3, 1994  |
| Miso      | 미소      | Lee Mi-so     | 이미소        | 17 tháng 10, 1995 |

## Danh sách đĩa nhạc

### Đĩa đơn
| Tên | Năm  | Vị trí cao nhất | Vị trí cao nhất | Doanh số (lượt tải) | Album                        |
| Tên | Năm  | Gaon            | Hot 100         | Doanh số (lượt tải) | Album                        |
| --- | ---- | --------------- | --------------- | ------------------- | ---------------------------- |
| "Party (XXO)"                                                                                           | 2012 | 66              | —               | - Hàn: 59,641+      | Đĩa đơn không có trong album |
| "I Like That"                                                                                           | 2013 | 57              | 54              | - Hàn: 75,850+      | Đĩa đơn không có trong album |
| "In Front of the Mirror" (거울앞에서)                                                                   | 2013 | 37              | 47              | - Hàn: 84,962+      | Đĩa đơn không có trong album |
| "Give It 2 U"                                                                                           | 2014 | —               | 79              | —                   | Đĩa đơn không có trong album |
| "—" biểu thị cho các bản phát hành không có trong bảng xếp hạng hoặc không được phát hành ở khu vực đó. |      |                 |                 |                     |                              |

### Nhạc phim
| Tên                               | Năm  | Album            |
| --------------------------------- | ---- | ---------------- |
| "The Person I Miss" (그리운 사람) | 2012 | Five Fingers OST |

### Hợp tác
| Tên                                         | Năm  | Album                       |
| ------------------------------------------- | ---- | --------------------------- |
| "Just Me" (바로 나야) 2AM hợp tác với Glam  | 2010 | Saint o'Clock               |
| "Bad Girl" Lee Hyun hợp tác với Glam và BTS | 2011 | You Are the Best of My Life |

## Danh sách phim

### Chương trình truyền hình
| Năm  | Tên chương trình       | Vai      | Kênh    |
| ---- | ---------------------- | -------- | ------- |
| 2012 | Real Music Drama: GLAM | Bản thân | SBS MTV |